# Reffroy
Reffroy település Franciaországban, Meuse megyében. Lakosainak száma 72 fő (2022. január 1.). Reffroy Bovée-sur-Barboure, Marson-sur-Barboure, Méligny-le-Petit, Saint-Joire és Demange-Baudignécourt községekkel határos.

## Népesség
A település népessége az elmúlt években az alábbi módon változott:
| Lakosok száma | 90   | 77   | 61   | 67   | 65   | 69   | 73   | 77   | 75   | 72   |
|               | 1968 | 1982 | 1990 | 2006 | 2013 | 2015 | 2017 | 2019 | 2020 | 2022 |